# Fotografie Kirlian

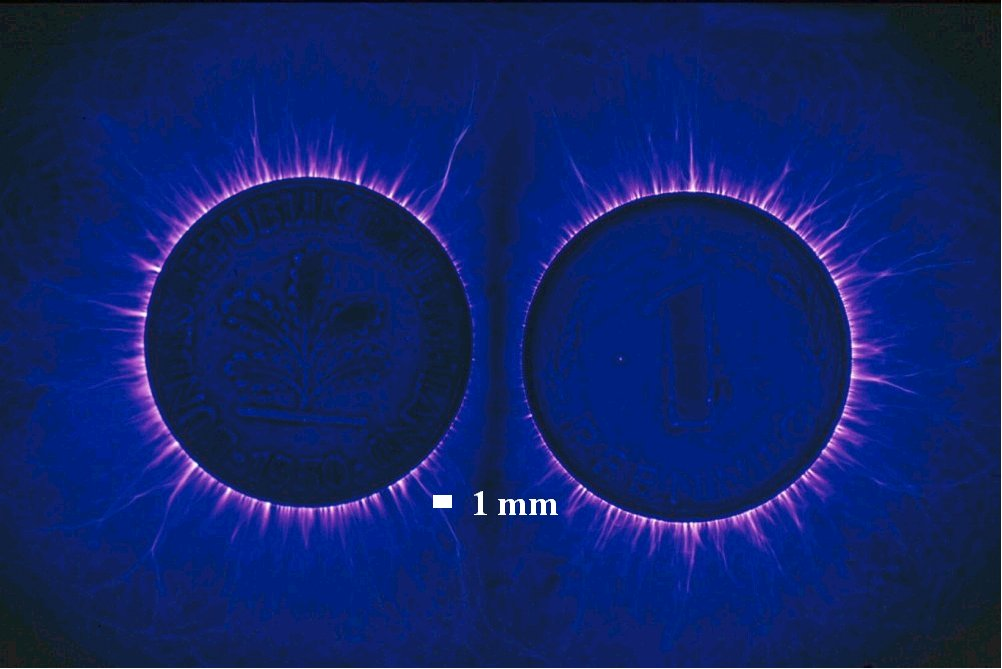
fotografie a două monede efectuată prin tehnica Kirlian

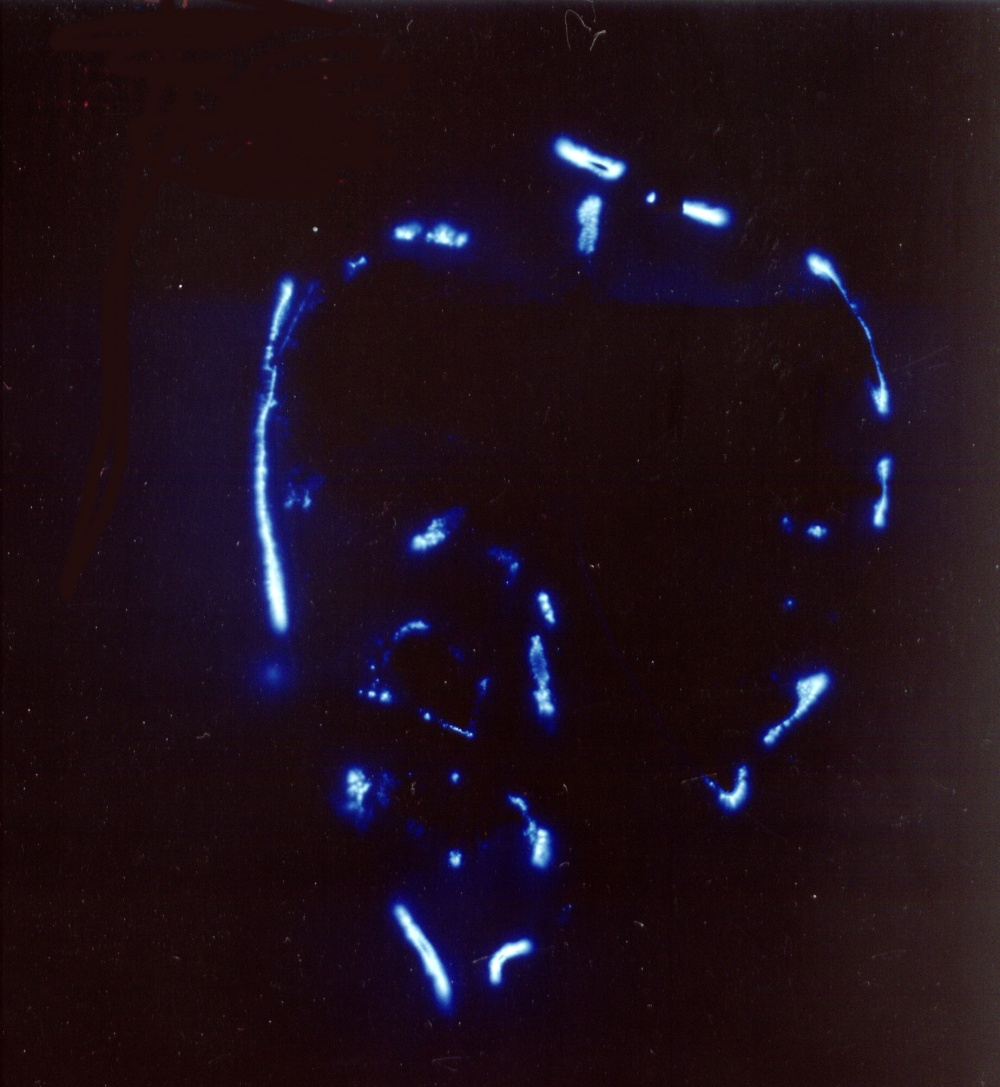
fotografia unei frunze efectuată prin tehnica Kirlian

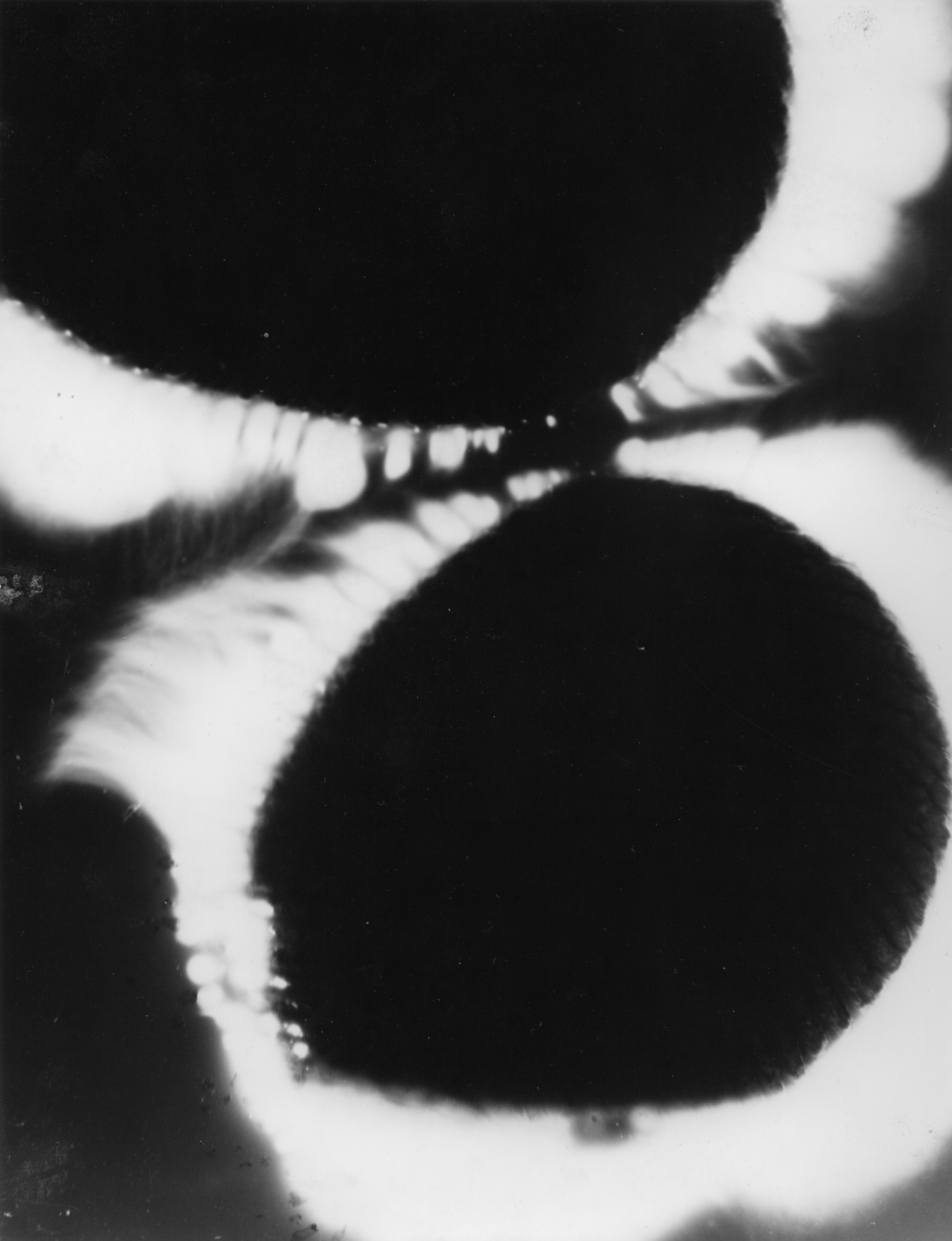
fotografia a două amprente efectuată prin tehnica Kirlian

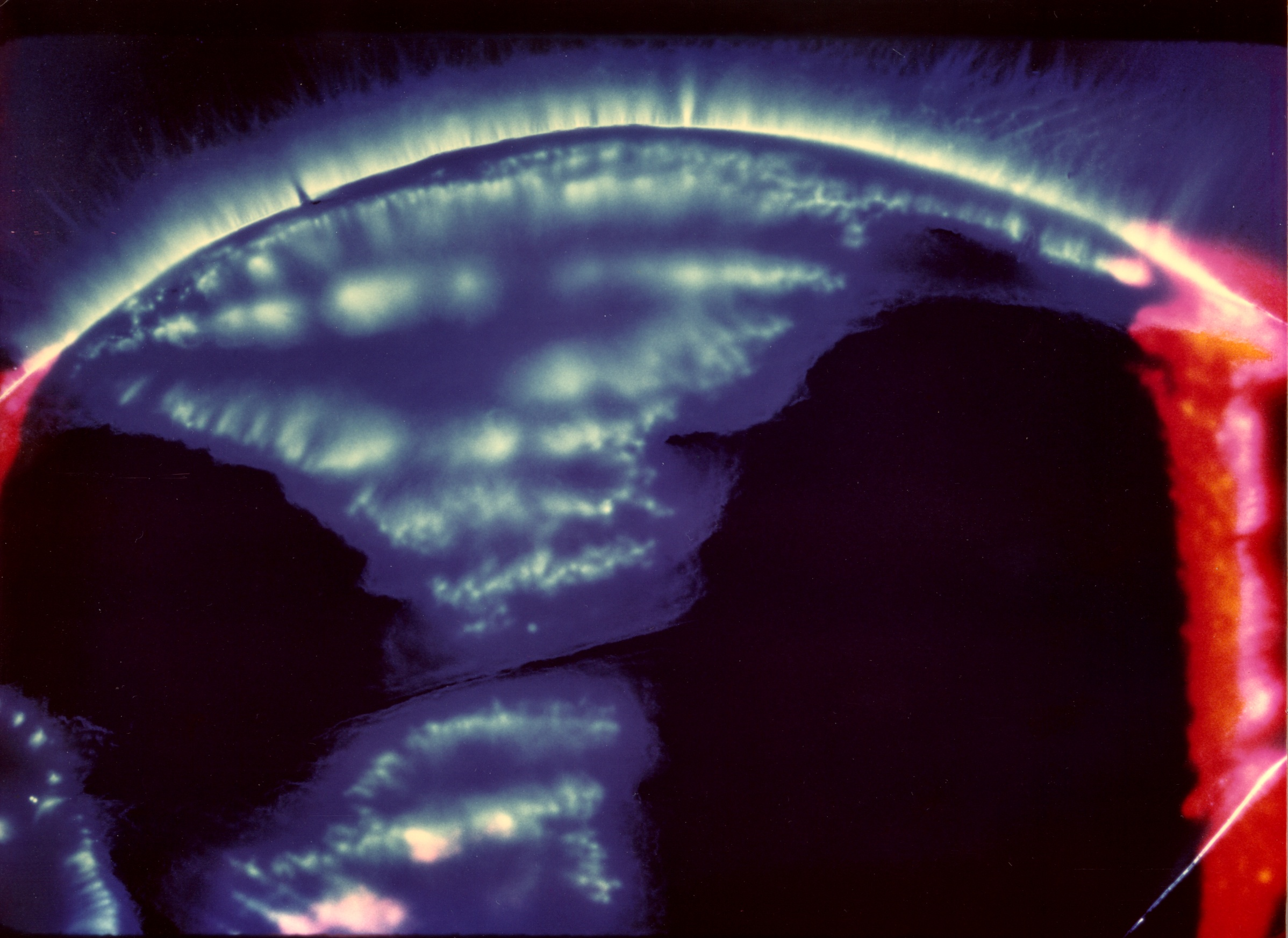
fotografia unei frunze efectuată prin tehnica Kirlian

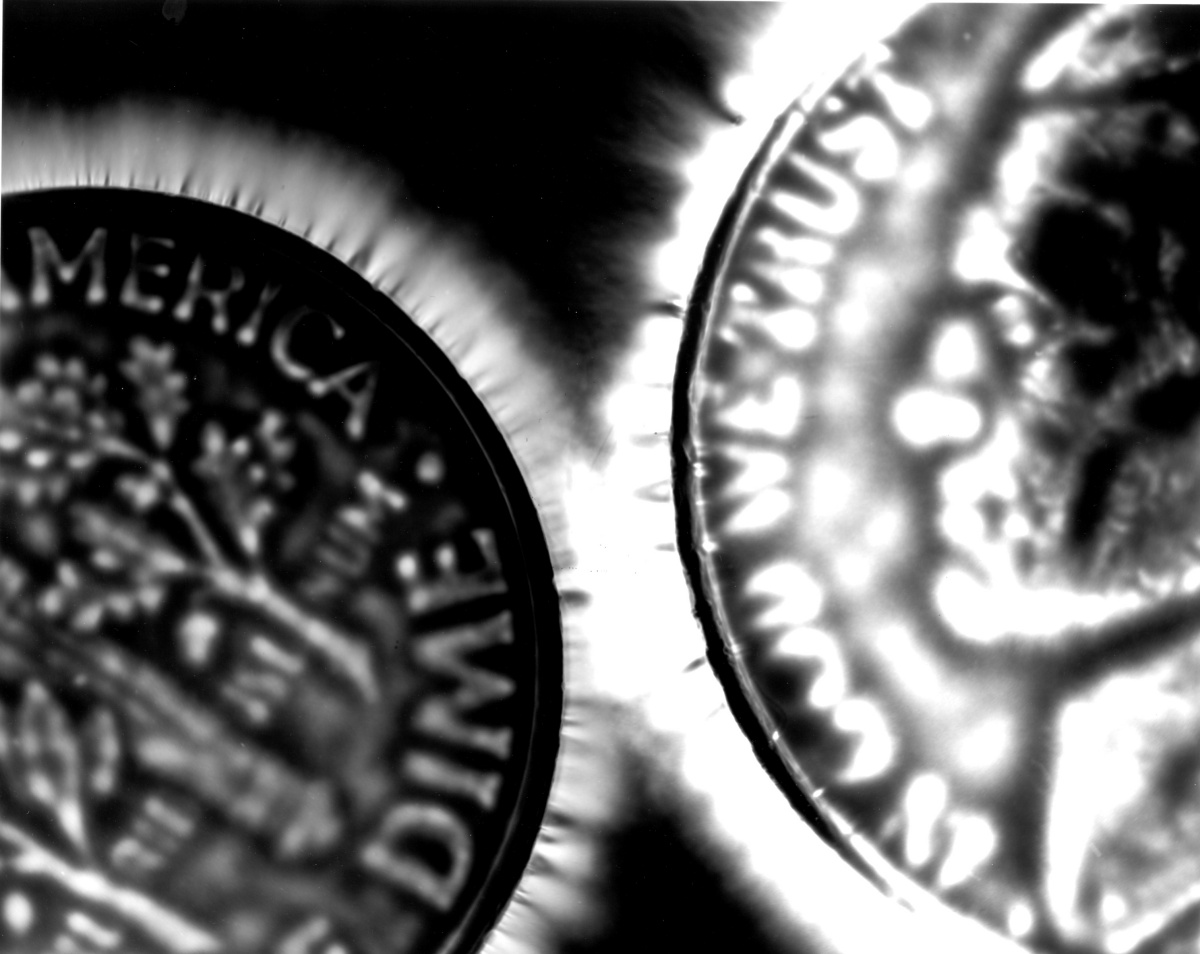
fotografie a două monede efectuată prin tehnica Kirlian

Fotografia Kirlian constă în înregistrarea  unui obiect expus într-un câmp electric de înaltă tensiune și frecvență. În imaginile astfel obținute, obiectul fotografiat este înconjurat de un halou luminos, policrom. 
Este cunoscută și ca „efectul Kirlian”, „procedeul Kirlian”, „tehnica Kirlian” (sau „gas discharge visualisation - GDV”).
Efectul Kirlian a fost descoperit întâmplător în anul 1939 de soții Kirlian; a fost amplu desbătut și studiat în URSS de cercetători ca Iniușin și Adamenko precum și în alte țări ca Cehoslovacia, Italia, SUA. A stârnit controverse și a constituit subiectul a numeroase reuniuni științifice la care au participat medici, psihologi, biologi, ingineri, alți oameni de știință.
Pornind de la procedeul soților Kirlian sunt imaginate soluții tehnice noi care au lărgit considerabil aria posibilităților de investigare și cunoaștere a materiei vii.
În funcție de autori și de tehnica folosită imaginea obținută are diferite denumiri: electrografie, electrofotografie, efect corona (folosit îndeosebi de cercetătorii americani), fotografie Kirlian, etc.

## Rezultate ale analizelor efectuate pe fotografia Kirlian
Fotografia Kirlian se poate realiza atât structurilor vii cât și structurilor nevii. 
Structurile anorganice au o imagine statică, monocromatică și reproductibilă.
Structurile organice au o imagine dinamică, variabilă de la un moment la altul și de la o stare a organismului la alta. 
Diversele stări funcționale a organismului, normale sau patologice le corespund culori specifice care diferă de starea fiziologică a organismului, arată cercetătorii acestui procedeu.
Dr. Dumitru Constantin DULCAN consideră că efectul Kirlian evidențiază biocâmpul organismelor vii, bazându-și afirmația inclusiv pe concluziile  oamenilor de știință Northrop, Burr și Ravitz care, în studiul lor asupra biocâmpurilor, au evidențiat fluctuații semnificative dependente de mai mulți factori.

## Cercetări întreprinse cu ajutorul fenomenului Kirlian
La Institutul de neuropsihiatrie  al Universității Los Angeles din California și la American Psyhological Association, în anii ’70, Thelma Moss și grupul ei de cercetători au studiat bio-câmpurile la plante și oameni și pe această cale a posibilelor interacțiuni energetice dintre organismele vii. Fotografiile obținute, în urma unor atente analize, au scos în evidență diverse imagini, cu diferite culori și intensități în funcție de tensiunea psihică, mânie, teamă, stare de relaxare. Printre constatări au figurat și acelea conform cărora în unele zone ale organismului apare un aspect mai estompat iar în altele mai accentuat. Aceste zone cu imagini diferite au putut fi ulterior determinate a fi structuri cu energie bioelectrică variabilă.
Asemenea descoperiri, ce au la bază efectul Kirlian, oferă posibilitatea de a spune că din punct de vedere fizic, funcționarea sistemelor vii poate fi concepută ca o fluctuație de câmpuri de forțe. Ca urmare acestor cercetări și experimente științifice,  există păreri ale unor oameni de știință conform cărora interacțiunile umane ar putea fi interpretate și înțelese ca fiind, în primul rând, ca interacțiuni ale unor câmpuri de forțe.